# Кех-…ль-Кавиль
Кех-…ль-Кавиль — правитель Саальского царства древних майя со столицей в Наранхо.

## Биография
Кех-…ль-Кавиль был преемником Как-Укалав-Чан-Чака.
Во время его правления Саальское царство было зависимо от Мутульского царства.
Преемником Кех-…ль-Кавиля стал Ицамнах-Кавиль.